# Mărăscu
Mărăscu – wieś w Rumunii, w okręgu Bacău, w gminie Horgești. W 2011 roku liczyła 10 mieszkańców.